# فرشته سپید (فیلم ۱۹۵۵)
فرشته سپید (ایتالیایی: L'angelo bianco) یک فیلم ملودرام ایتالیایی به کارگردانی رافائلو ماتاراتسو است که در سال ۱۹۵۵ منتشر شد.

## بازیگران
- آمدئو ناتزاری
- آلبرتو فارنزه
- فیلیپ ارسن
- نریو برناردی
- ویرجیلیو رینتو
- الگا سولبلی
- اینیاتسو بالسامو
- امیلیو چیگولی
- رینا فرانکتی
- سیلوانا یاکینو
- پائولو کواترینی
- سرجو تدسکو